# Callias de Chalcis
Pour les articles homonymes, voir Callias (homonymie).
Callias de Chalcis (grec : Kαλλίας ; fl. IVe siècle av. J.-C.), fils de Mnésarque, avec son frère Taurosthène, succèdent à leur père comme tyrans de Chalcis. 
Callias s'allia avec Philippe de Macédoine contre Plutarque, tyran d'Érétrie, dans le but d'étendre son autorité sur toute l'Eubée, projet qu'il déguisa, selon Eschine, en plan visant à unir en une seule ligue les cités de la Grèce avec l'île, en établissant un congrès général eubéen basé à Chalcis. En réponse à la menace de Callias, Plutarque sollicita l'aide d'Athènes, qui lui fut accordée contre l'avis de Démosthène. Une armée fut envoyée en Eubée sous le commandement de Phocion, qui battit Callias à Tamynae en 350 avant J.-C. Après la défaite de Tamynae, Callias se rendit à la cour de Macédoine, où Philippe le tenait depuis quelque temps en haute estime. Cependant, ayant offensé le roi de Macédoine, Callias se rendit à Thèbes, dans l'espoir d'obtenir son soutien. 
Après s'être également brouillé avec les Thébains et avoir craint une attaque de leur part et de celle de Philippe, il chercha l'appui d'Athènes et, grâce à l'influence de Démosthène, obtint non seulement une alliance et une reconnaissance de l'indépendance de Chalcis, mais persuada même Les Athéniens avaient alors décidé de transférer à Chalcis les contributions annuelles d'Orée et d'Érétrie. En échange, Callias avait promis (sans que cela soit apparemment réalisé) une aide en hommes et en argent de la part de l'Achaïe, de Mégare et de l'Eubée. Les actions de Callias semblent avoir eu lieu en 343 av. J.-C., à l'époque où Philippe prévoyait de prendre le Ambracie. Eschine attribue le soutien de son rival à Callias à la corruption, mais Démosthène a peut-être pensé que l'Eubée, unie sous un gouvernement fort, pourrait servir de barrière efficace à l'ambition de Philippe.
En 341 av. J.-C., la défaite de le parti macédonien d'Erétrie et d'Orée sous Cléitarque et Philistidès, donna le contrôle de l'île à Callias. Callias semble avoir vécu encore en 330 av. J.-C., date du discours de Démosthène, Sur la Couronne. On peut en déduire commentaires d'Eschine, qui mentionne une proposition de Démosthène visant à conférer à Callias et à son frère Taurosthène l'honneur de la citoyenneté athénienne.